# Поготовко Михайло Миколайович
Михайло Миколайович Поготовко (* 8 листопада 1891, с. Баранове, Валківський повіт, Харківська губернія — † 31 березня 1944, м. Варшава) — український льотчик, підполковник Армії УНР. Один з ініціаторів створення Українського Визвольного Війська.

## Життєпис

### Служба в армії
Закінчив Полтавське реальне училище, 1-ше Київське військове училище (1 грудня 1914), служив у 30-му піхотному Полтавському полку, у складі якого брав участь у Першій світовій війні. Остання посада в полку — полковий ад'ютант. Закінчив Військову школу льотчиків-спостерігачів у Києві (16 грудня 1916). Був нагороджений всіма орденами до Святого Володимира IV ступеня з мечами та биндою, Георгіївською зброєю. Останнє звання у російській армії — штабс-капітан.

### Перші Визвольні Змагання

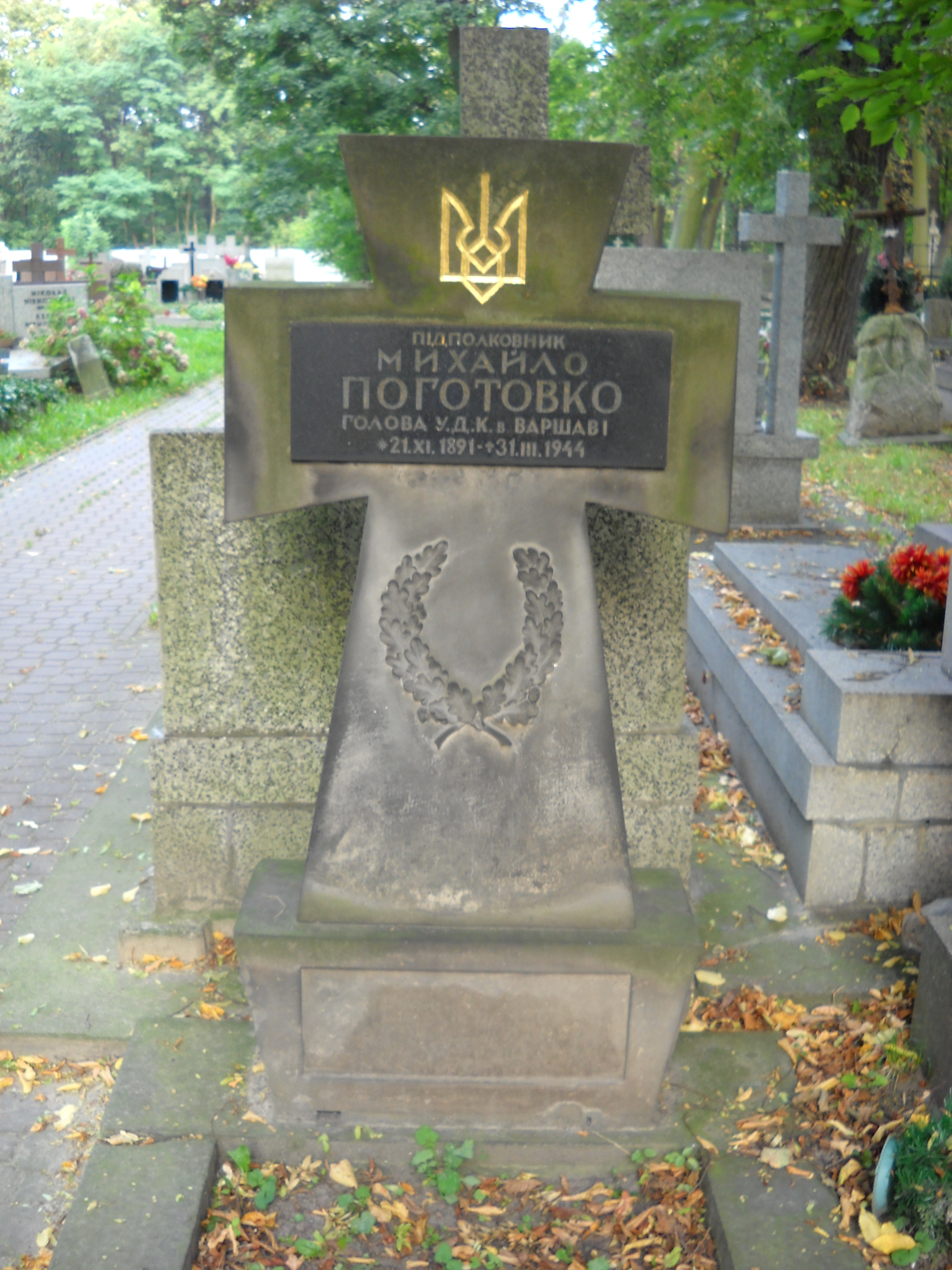
Могила М.Поготовка

Служив льотчиком-спостерігачем 8-го корпусного авіазагону, 1-го Туркестанського корпусного авіазагону, брав участь в українізації цього авіазагону та переведенні останнього 15 листопада 1917 р. до Києва. З 15 грудня 1917 р. — льотчик 1-го Українського авіаційного загону військ Центральної Ради. В складі цього загону увійшов до Гайдамацького Коша Слобідської України. З 12 березня 1918 р. до вересня 1918 р. — льотчик 1-го Запорізького авіаційного загону військ Центральної Ради та Армії Української Держави. З 1 січня 1919 р. — юрисконсульт управління Повітряного флоту Дієвої армії УНР. З 10 лютого 1919 р. — начальник господарчо-рахівничного відділу управління Повітряного флоту Дієвої армії УНР. З 22 березня 1919 р. — начальник загально-стройового відділу управління повітряного флоту Дієвої армії УНР. З 19 лютого 1920 р перебував у Кам'янці поза штатом. З 19 травня 1920 р. — помічник начальника управління Військово-Повітряного флоту Дієвої армії УНР. З 27 лютого 1921 р. — т. в. о. командира Учбового куреня Польової жандармерії Армії УНР.

### В еміграції
З 1923 р. на еміграції в Польщі. Мешкав у Варшаві. Навесні 1940 р. очолив Український допомоговий комітет у Варшавській окрузі. Виступав за створення українських частин у складі військ Вермахту. Один з ініціаторів створення Українського Визвольного Війська. Представник Військової Управи «Галичина» у Варшаві. Загинув 31 березня 1944 у Варшаві від кулі бойовика Армії Крайової. Похований у Варшаві на православному цвинтарі Воля.

## Вшанування пам'яті
У місті Валки вулицю Маяковського перейменували на вулицю Михайла Поготовка.